# IC 940
IC 940 је спирална галаксија у сазвјежђу Дјевица која се налази на листи објеката дубоког неба у Индекс каталогу.
Деклинација објекта је + 3° 27' 1" а ректасцензија 13h 47m 57,9s. Привидна величина (магнитуда) објекта IC 940 износи 14,1 а фотографска магнитуда 14,9. IC 940 је још познат и под ознакама CGCG 45-104, PGC 48933.